# Astragalus leibergii
Astragalus leibergii är en ärtväxtart som beskrevs av Marcus Eugene Jones. Astragalus leibergii ingår i släktet vedlar, och familjen ärtväxter. Inga underarter finns listade i Catalogue of Life.